# Eleccions directes del Primer Ministre de 2001
El 6 de febrer de 2001 es van celebrar eleccions al càrrec de primer ministre d'Israel, després de la dimissió del llavors primer ministre, Ehud Barak, el 9 de desembre de 2000. Barak es va presentar a la reelecció enfront d'Ariel Xaron, del Likkud.
Van ser les terceres i últimes eleccions a primer ministre (es van suprimir les eleccions separades abans de les següents eleccions a la Kenésset en 2003) i les úniques que no es van celebrar simultàniament amb les eleccions a la Kenésset.

## Antecedents
La Cimera de Pau de Camp David de 2000 d'Ehud Barak amb el líder de l'OAP, Iàsser Arafat i el president nord-americà Bill Clinton en els seus últims dies a la Casa Blanca, que podia haver resolt el conflicte àrab-israelià, va resultar un fracàs. Barak oferí un pla per l'establiment d'un Estat palestí, però Arafat el rebutjà per la incapacitat per a trobar una sortida a la qüestió de l'estatut de Jerusalem, reivindicada per totes dues parts com a ciutat santa, i també per la negativa d'Arafat a cedir en la reivindicació del retorn dels refugiats palestins (i els seus descendents) a Israel. La corda es tensava i, per adobar-ho, la visita del nou líder del Likkud, Ariel Xaron al setembre del 2000, a l'esplanada de la mesquita d'Al-Aqsà a Jerusalem (lloc tradicionalment sagrat per als musulmans) desencadenà l'anomenada intifada d'Al-Aqsà o Segona Intifada, que va provocar la dimissió de Barak i la convocatòria de noves eleccions a primer ministre. Abans de les eleccions, va dur a terme converses de Taba amb el govern de l'ANP, després que el seu mandat hagués acabat.

## Resultats
Xaron va ser escollit Primer Ministre el 6 de febrer de 2001 amb el 62% dels vots, derrotant a Barak que va obtenir el 38 per cent, formant un govern de coalició de centredreta que no depenia dels partits ultraortodoxos.